# منطقه وینتیان
منطقه وینتیان (به لاتین: Vientiane Prefecture) یک استان در لائوس است که در غرب این کشور واقع شده‌است.

## خصوصیات
منطقه وینتیان ۳٬۹۲۰ کیلومترمربع مساحت و ۶۹۸٬۲۵۴ نفر جمعیت دارد.